# Wasserturm Lobberich

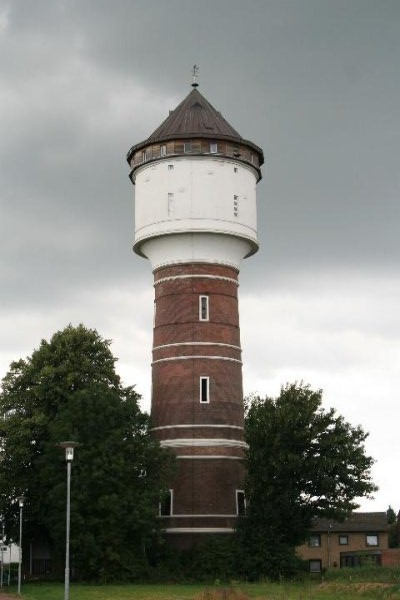
Wasserturm Lobberich

Der Wasserturm Lobberich befindet sich an der Hagelkreuzstraße im Ortsteil Lobberich von Nettetal.
Er wurde 1898 errichtet. Es handelt sich um einen Backsteinbau mit Putzbändern und einem kegelförmigen Dach über dem Behälter. Das Wasser stammte vom Wasserwerk im Sittard, das in den 1950er Jahren stillgelegt wurde.
Der Unternehmer Helmut Sommerfeld erwarb den Turm, um ihn zu bewahren. Derzeit (2018) steht der Turm zum Verkauf.